# Oona Emmenegger
Oona Emmenegger (* 12. Januar 2000 in Luzern) ist eine Schweizer Eishockeyspielerin und seit 2019 im Kader der Schweizer Frauen-Nationalmannschaft.

## Karriere
Oona Emmenegger steht seit ihrer Kindheit auf Eishockey-Kuven. In der Saison 2015/2016 gehörte sie zum Schweizer Mädchen-Eishockeyteam U16 und nahm an den Olympischen Jugend-Winterspiele 2016 in Lillehammer teil, wo die Mannschaft die Bronzemedaille gewann. Sie gehörte 2016 auch zur U18-Mannschaft bei den World Championships in St. Catharines (Kanada).
Ab 2015 hatte sie in der SWHL A, der höchsten Schweizer Fraueneishockeyklasse gespielt.
Im Jahr 2018 ging Oona Emmenegger einen ungewöhnlichen sportlichen Weg, indem sie ohne Abschluss am Gymnasium nach Kanada an die nordamerikanische Universitätsliga wechselte. Sie verpflichtete sich für das Eishockey-Team der John Abbott Islanders aus der Intercollégial-Liga der Region Montréal und absolvierte somit ein Studium am John Abbott College. Nach zwei Jahren wechselte sie aus sportlichen Gründen zum Dawson College in Montréal, wo sie für das Team der Dawson Blues spielte.
Seit 2023 spielt sie bei den HC Davos Ladies in der Women’s League. Das Team gewann 2025 die Bronzemedaille in den Playoff-Spielen.
Oona Emmenegger lebt in Davos und arbeitet im Kundendienst eines Immobilienentwicklers.

## Erfolge und Auszeichnungen
- 2016: Bronzemedaille bei den Olympischen Jugend-Winterspielen[8]